# Metotrexato
Il metotrexato o metotressato, conosciuto anche con il nome di ametopterina, è una molecola antagonista della sintesi dell'acido folico che influenza la risposta immunitaria dell'individuo. 
Come farmaco viene utilizzato nel trattamento di alcune neoplasie e patologie autoimmuni. 
Dalla molecola sono derivate altre sostanze inibitrici della diidrofolato reduttasi, tra cui il trimetrexato.

## Categoria farmacoterapeutica
Chemioterapici antimetaboliti, immunosoppressori, antineoplastici per uso sistemico.

## Farmacodinamica
Il metotrexato è un antagonista competitivo dell'acido folico, che è necessario per la sintesi del nucleoside timidina, richiesto per la sintesi del DNA. Inoltre, il folato è necessario per la sintesi delle basi puriniche, in modo che tutta la loro sintesi sia inibita. Il metotrexato, quindi, inibisce la sintesi di DNA, di RNA, di timidilati e di proteine.
Più specificamente il farmaco inibisce in modo competitivo e reversibile la diidrofolato reduttasi (DHFR), un enzima che partecipa alla sintesi del tetraidrofolato, alla cui inibizione consegue un esaurimento dei folati endocellulari.
L'affinità del metotrexato per DHFR è circa mille volte quella di folato per DHFR. La diidrofolato reduttasi catalizza la conversione del diidrofolato al tetraidrofolato attivo.
Il metotrexato inibisce direttamente anche l'enzima timidilato sintasi, oltre a interferire con gli enzimi folato-dipendenti interessati nella via metabolica della neosintesi delle purine.
Il farmaco interferisce, quindi, sia con la sintesi sia con la riparazione del DNA cellulare e la replicazione della cellula stessa. L'azione citotossica della molecola è strettamente legata al ciclo cellulare e si esplica specificamente durante la sintesi del RNA e del DNA, cioè durante la fase S del ciclo cellulare.
Logicamente, quindi, il farmaco ha un maggior effetto tossico sui tessuti in rapida moltiplicazione e sulle cellule con un alto tasso di divisione ed elevata frazione di crescita.
I tessuti in proliferazione attiva (come ad esempio le cellule maligne, le cellule della mucosa orale e intestinale, le cellule della vescica, le cellule embrionali e i precursori midollari) caratterizzati da una replicazione più frequente del loro DNA sono normalmente più sensibili agli effetti della molecola.
Se la proliferazione delle cellule maligne nei tessuti tumorali è superiore a quella dei tessuti in normale replicazione, il metotrexato compromette la crescita tumorale senza arrecare danni irreversibili ai tessuti normali, tuttavia l'inibizione dello sviluppo e della proliferazione anche delle cellule non cancerose comporta una serie di effetti indesiderati più sotto elencati.
Dosi più basse di metotrexato hanno dimostrato di essere molto efficaci contro l'artrite reumatoide, la malattia di Crohn e la psoriasi. 
In questi casi, l'inibizione della diidrofolato riduttasi (DHFR) non è probabilmente il meccanismo d'azione principale, è verosimile che l'inibizione degli enzimi del metabolismo delle basi puriniche causi l'accumulo di adenosina o l'inibizione dell'attivazione della cellula T e la soppressione dell'espressione della molecola di adesione intercellulare dalle cellule T.

## Farmacocinetica
Dopo somministrazione per via orale il metotrexato viene rapidamente assorbito dal tratto gastrointestinale e già dopo circa mezz'ora dall'assunzione può essere rinvenuto nel sangue, raggiungendo la concentrazione plasmatica massima (Cmax) entro 1-2 ore. La clearance plasmatica della molecola dopo il picco iniziale decresce secondo una curva ad andamento trifasico con una emivita della fase finale di 8-12 ore.
Se somministrato per via intratecale, intramuscolare o intraperitoneale, il picco ematico viene raggiunto entro 15-30 minuti; la somministrazione per via intratecale comporta un lento rilascio da questo compartimento, con livelli plasmatici che vengono mantenuti più a lungo rispetto alla somministrazione per via endovenosa, e conseguente maggiore tossicità rispetto alla somministrazione parenterale.
Per dosaggi di 30 mg/m² o inferiori, l'assorbimento del metotrexato è buono e la biodisponibilità media pari a circa il 60%; per dosi superiori a 80 mg/m² l'assorbimento è decisamente inferiore.
Circa il 50-70% del farmaco somministrato si lega in maniera reversibile alle proteine plasmatiche, in particolar modo all'albumina. Nei liquidi interstiziali il legame con le proteine appare invece basso, variando dallo 0 al 17%. Molti farmaci (salicilati, fenilbutazone, sulfamidici, l'acido para-amminobenzoico) competono per questo legame.
Il metotrexato viene eliminato dall'organismo per via renale (90% circa) e tramite la bile e le feci. A seguito di somministrazione per via endovenosa l'80-90% circa della dose somministrata viene escreta immodificata nelle urine entro 24 ore. L'escrezione biliare è limitata (10% circa o meno della dose somministrata).

## Usi clinici
Il farmaco trova indicazione nei soggetti affetti da psoriasi (in particolare in caso di artrite psorisiaca), da malattia di Crohn, da artrite reumatoide e da artrite reumatoide giovanile (poliartrite giovanile sieropositiva per il fattore reumatoide). Trova inoltre utilizzo anche in oncologia, contro alcune forme tumorali, particolarmente nella leucemia acuta dell'infanzia..
In Europa può essere prescritto anche per il trattamento delle forme moderate e gravi di psoriasi a placche.

## Controindicazioni
Il metotrexato è controindicato in soggetti con ipersensibilità nota al principio attivo oppure a uno qualsiasi degli eccipienti utilizzati nella formulazione farmaceutica.
Il farmaco è inoltre controindicato in caso di insufficienza renale, epatopatie croniche, sindromi da immunodeficienza, gravi discrasie ematiche preesistenti (anemia, ipoplasia midollare, leucopenia, trombocitopenia), colite ulcerosa, ulcera peptica, stomatite ulcerosa.

## Tossicità
La dose letale 50 (DL50) nel topo è risultata pari a 94 mg/kg per somministrazione i.p.; essa è risultata invece pari a 180 mg/kg quando somministrata per os. Nel ratto la DL50 è  risultata variabile tra 6 e 25 mg/kg per somministrazione i.p. Quando il metotressato viene somministrato a ratti dal 14º al 18º giorno di gravidanza, può indurre perdita di peso della madre, riassorbimento, aborto e ipotrofia del feto. Il farmaco può indurre l'interruzione della gravidanza in diverse specie animali, quali: topi, ratti, conigli. Anoressia, diarrea acquosa e perdite ematiche vaginali sono state talvolta osservate in animali che ricevevano il farmaco a dosi ripetute superiori a 0,5 mg/kg, mentre con dosi singole di 1,6 mg/kg non sono stati riscontrati tali effetti. Il metotressato come del resto la maggior parte dei farmaci antitumorali e immunosoppressivi, ha dimostrato proprietà cancerogene negli animali in particolari condizioni sperimentali.
Il metotrexato, a causa della sua elevata tossicità, viene assunto in un'unica somministrazione una volta alla settimana. A causa del ristretto indice terapeutico il paziente deve sottoporsi a frequenti dosaggi ematici atti a evitare l'instaurarsi di fenomeni tossici.

## Effetti collaterali e indesiderati
In corso di trattamento si possono sviluppare diversi effetti avversi e fra questi si segnalano: anoressia, diarrea, megacolon tossico, orticaria, sonnolenza, rash cutaneo, sindrome di Stevens-Johnson, ecchimosi, fibrosi polmonare e cefalea, disfunzione erettile, perdita della libido.

In alcuni pazienti il farmaco può determinare epatotossicità, caratterizzata in genere da un aumento, normalmente asintomatico e transitorio, dei livelli degli enzimi epatici (AST e ALT in particolare).

Nei pazienti in trattamento con metotrexato per lunghi periodi per psoriasi o artrite reumatoide si consiglia di monitorare la funzionalità epatica e di effettuare biopsie periodiche, poiché l'uso prolungato del farmaco può comportare, oltre a epatotossicità, l'insorgenza di fibrosi e cirrosi epatica.
Nell'artrite psoriasica è opportuno mantenere costantemente controllata la funzionalità epatica, in quanto gli effetti epatotossici possono comparire anche in assenza di altre manifestazioni tossiche. Per questi motivi metotrexato risulta controindicato in pazienti affetti da epatopatie.

Il farmaco può determinare gravi modificazioni a carico del sistema emopoietico, alterando il processo di emopoiesi e determinando mielosoppressione. Si rende perciò necessario somministrarlo con prudenza a soggetti affetti da alterazioni nel processo di emopoiesi o da gravi tumori maligni. Qualora si verifichi una grave depressione del midollo osseo il clinico, valutato con attenzione il rapporto tra benefici attesi e rischi potenziali, potrà decidere di effettuare una trasfusione di sangue e proseguire la terapia con metotrexato. L'insorgenza di grave leucopenia in seguito a trattamento con metotrexato potrebbe essere l'unico sintomo di una grave infezione batterica: in questo caso si dovrà istituire una terapia antibiotica adeguata e sospendere il metotrexato. Se nei pazienti affetti da psoriasi e artrite reumatoide e trattati con metotrexato si verifica una improvvisa riduzione nella conta delle cellule del sangue è opportuno sospendere l'assunzione del farmaco.

La terapia con metotrexato può favorire l'insorgenza di infezioni batteriche opportunistiche potenzialmente fatali, in particolar modo polmoniti sostenute da Pneumocystis carinii. Se un paziente presenta sintomi polmonari la possibilità di questo tipo di complicanza deve essere sempre presa in considerazione.
Il metotrexato può causare tossicità polmonare. La tossicità del farmaco risulta aumentata nei soggetti affetti da una preesistente patologia polmonare (ad esempio versamento pleurico). È per altro noto che l'eliminazione del farmaco dal "terzo spazio" (ad esempio versamento pleurico o ascite) avviene con lentezza determinando un prolungamento dell'emivita e una tossicità inattesa. 
L'assunzione di metotrexato, anche a basse dosi, può inoltre causare insorgenza di effetti collaterali a livello polmonare, tra cui polmonite interstiziale acuta o cronica, non sempre reversibile con la sospensione del trattamento. Alla comparsa di tosse secca non produttiva o altri sintomi a carico dell'apparato respiratorio è quindi consigliato di interrompere il trattamento ed effettuare le opportune analisi e indagini diagnostiche.

## Dosi terapeutiche
- Artrite reumatoide 7,5 mg una volta alla settimana (dose massima 20 mg)[12]
- Malattia di Crohn, 25 mg una volta alla settimana[3]
- Leucemia, 15 mg/m2 una volta alla settimana
- Psoriasi, 10–25 mg una volta alla settimana.

## Gravidanza e allattamento
Il metotrexato se assunto durante la gravidanza può causare embriotossicità e anomalie congenite, morte fetale e aborto.
È stata descritta una embriopatia da metotrexato che include deficit di crescita, microcefalia, ipoplasia delle ossa del cranio, fontanelle ampie, craniosinostosi coronale o lambdoidea, capelli della regione frontale "tirati" verso l'alto, ampio ponte nasale, arcate sopracciliari poco profonde, occhi prominenti, orecchie a basso impianto, ipoplasia mascellare, epicanto, arti corti, piede torto, ipodattilia e sindattilia.
La somministrazione di metotrexato a donne in età fertile può essere effettuata solo dopo che sia stato escluso uno stato di gravidanza. Se uno dei due partner assume metotrexato, la gravidanza dovrebbe essere evitata, sia durante la terapia sia nel periodo successivo alla sospensione del trattamento, per un intervallo di tempo che, stando ai dati della letteratura pubblicata, varia da 3 mesi a un anno. 
Il metotrexato può causare alterazioni della capacità riproduttiva dei pazienti trattati, di sesso sia femminile sia maschile. 
La Food and Drug Administration (FDA) ha inserito il metotrexato nella classe X per l'impiego in gravidanza: comprende i farmaci i cui studi hanno evidenziato lo sviluppo di anomalie fetali sia nell'animale sia nell'uomo e i farmaci che, in base all'esperienza sull'uomo, aumentano il rischio di anomalie fetali. 
I farmaci appartenenti alla classe X sono controindicati in donne che sono o che potrebbero essere in gravidanza, poiché i rischi derivanti dall'uso del farmaco sono maggiori dei possibili benefici. 
Ne consegue che la somministrazione di metotrexato durante la gravidanza risulta controindicata in donne affette da artrite reumatoide o psoriasi.
Anche in donne affette da malattie neoplastiche il farmaco può essere utilizzato solo se il medico ritiene che i potenziali benefici siano maggiori dei rischi per il feto.
Il metotrexato viene escreto nel latte materno e può causare effetti tossici e gravi reazioni avverse nel lattante. L'assunzione del farmaco da parte di donne che allattano al seno risulta quindi controindicata.

## Interazioni
- Acido folico: l'assunzione di acido folico o del suo metabolita acido folinico o di altri derivati sembra ridurre la risposta al metotrexato somministrato per via sistemica. Le medesime sostanze d'altro canto possono ridurre la gravità degli effetti tossici a livello del sistema gastrointestinale causati dalla terapia con il farmaco. L'assunzione di folati può inoltre rendere meno evidenti i sintomi di una eventuale carenza di vitamina B12. È perciò buona norma effettuare opportune analisi prima di somministrare acido folico o acido folinico.
- Farmaci antinfiammatori non steroidei (FANS): la somministrazione concomitante di FANS e metotrexato ad alte dosi può comportare un aumento e un prolungamento nel tempo dei livelli sierici di quest'ultimo, determinando in alcuni casi una grave soppressione del midollo osseo e anemia aplastica, oltre che tossicità a livello del sistema gastrointestinale. È necessario prestare particolare attenzione e prudenza in caso di associazione tra metotrexato e farmaci antinfiammatori non steroidei.
- Neomicina e altri aminoglicosidi: la contemporanea somministrazione con metotrexato può comportare un ridotto assorbimento intestinale di quest'ultimo a seguito dell'instaurarsi di fenomeni di malassorbimento.
- Salicilati, alcuni sulfamidici, difenilidantoina, l'acido para-amino-benzoico (PABA), fenilbutazone, tetracicline e il cloramfenicolo: tutte queste molecole hanno la caratteristica di poter spiazzare metotrexato dal legame con le proteine plasmatiche, aumentandone pertanto la tossicità.